# La Capitale du monde
La Capitale du monde (The Capital of the World) est une nouvelle d'Ernest Hemingway, parue dans Esquire, en juin 1936 sous le titre The Horns of the Bull, et reprise en volume sous son titre actuel deux ans plus tard chez Scribner,  à New York.
En France, la nouvelle, traduite par Marcel Duhamel, est parue dans le recueil Les Neiges du Kilimandjaro chez Gallimard en 1958.

## Résumé
À Madrid, Le jeune Paco arrive à Madrid avec un rêve : devenir torero. Serveur dans une petite pension de famille, il fait la connaissance d'Enrique qui décide de lui enseigner les rudiments du métier...